# G.I. Joe: The Movie
Pour plus de détails, voir Fiche technique et Distribution.
G.I. Joe: The Movie est un film américano-japonais d'animation réalisé par Don Jurwich, sorti en 1987. Le film est sorti directement en vidéo.

## Synopsis
L'organisation Cobra attaque les G.I. Joe dans l'Himalaya pour s'emparer du Bio Energie Transmetteur. À la suite de l'échec de cette tentative, Serpentor est capturé, et Cobra Commandeur amène ses troupes dans la civilisation cachée depuis 40 000 ans de Cobra-La dont il est originaire.

## Fiche technique
- Titre : G.I. Joe: The Movie
- Réalisation : Don Jurwich
- Scénario : Ron Friedman
- Musique : Johnny Douglas et Robert J. Walsh
- Montage : David Hankins
- Production : Jules Bacal et Tom Griffin
- Société de production : Sunbow Productions, Marvel Productions et Hasbro
- Pays de production :  États-Unis et  Japon
- Genre : Animation, action, aventure et science-fiction
- Durée : 93 minutes
- Date de sortie : 
  - États-Unis : 14 août 1987

## Doublage
- Charlie Adler : Low Light
- Shuko Akune : Jinx
- Jack Angel : Wet-Suit
- Michael Bell : Duke / Blowtorch / Lift-Ticket / Xamot
- Gregg Berger : Motorviper
- Earl Boen : Taurus
- Arthur Burghardt : Destro / Iceberg
- Corey Burton : Tomax
- William Callaway : Beach Head
- François Chau : Quick Kick
- Peter Cullen : Zandar / combattant de Nemesis / scientifique
- Brian Cummings : Dr. Mindbender
- Jennifer Darling : Pythona
- Dick Gautier : Serpentor
- Ed Gilbert : Hawk
- Dan Gilvezan : Slip Stream
- Zack Hoffman : Zartan
- Kene Holiday : Roadblock
- John Hostetter : Bazooka
- Don Johnson : lieutenant Falcon
- Buster Jones : Doc
- Christopher Collins : Cobra Commander / Gung Ho / Ripper / Televiper 1
- Mary McDonald-Lewis : Lady J
- Morgan Lofting : Baroness
- Chuck McCann : Leatherneck
- Michael McConnohie : Cross-Country
- Burgess Meredith : Golobulus
- Ron Ortiz : Law
- Rob Paulsen : Snow Job
- Patrick Pinney : Mainframe
- Poncie Ponce : Red Dog
- Lisa Raggio : Heather / Zarana
- Bill Ratner : Flint
- Neil Ross : Buzzer / Shipwreck / Hector Ramirez / Monkeywrench
- Brad Sanders : Big Lob
- Ted Schwartz : Thrasher
- Robert Remus : sergent Slaughter
- Kristoffer Tabori : Mercer
- Betty Jean Ward : Scarlett
- Lee Weaver : Alpine
- Frank Welker : Torch / Wild Bill
- Stan Wojno : Lifeline
- Jackson Beck : narrateur